# Ліллекюла
Ліллекюла (ест. Lilleküla — «Квіткове село») — мікрорайон у районі Крістійне міста Таллінн. Найбільш густонаселений та найбільший за площею мікрорайон Кристійне; серед усіх мікрорайонів Таллінна є третім за населенням і четвертим за площею.

## Географія

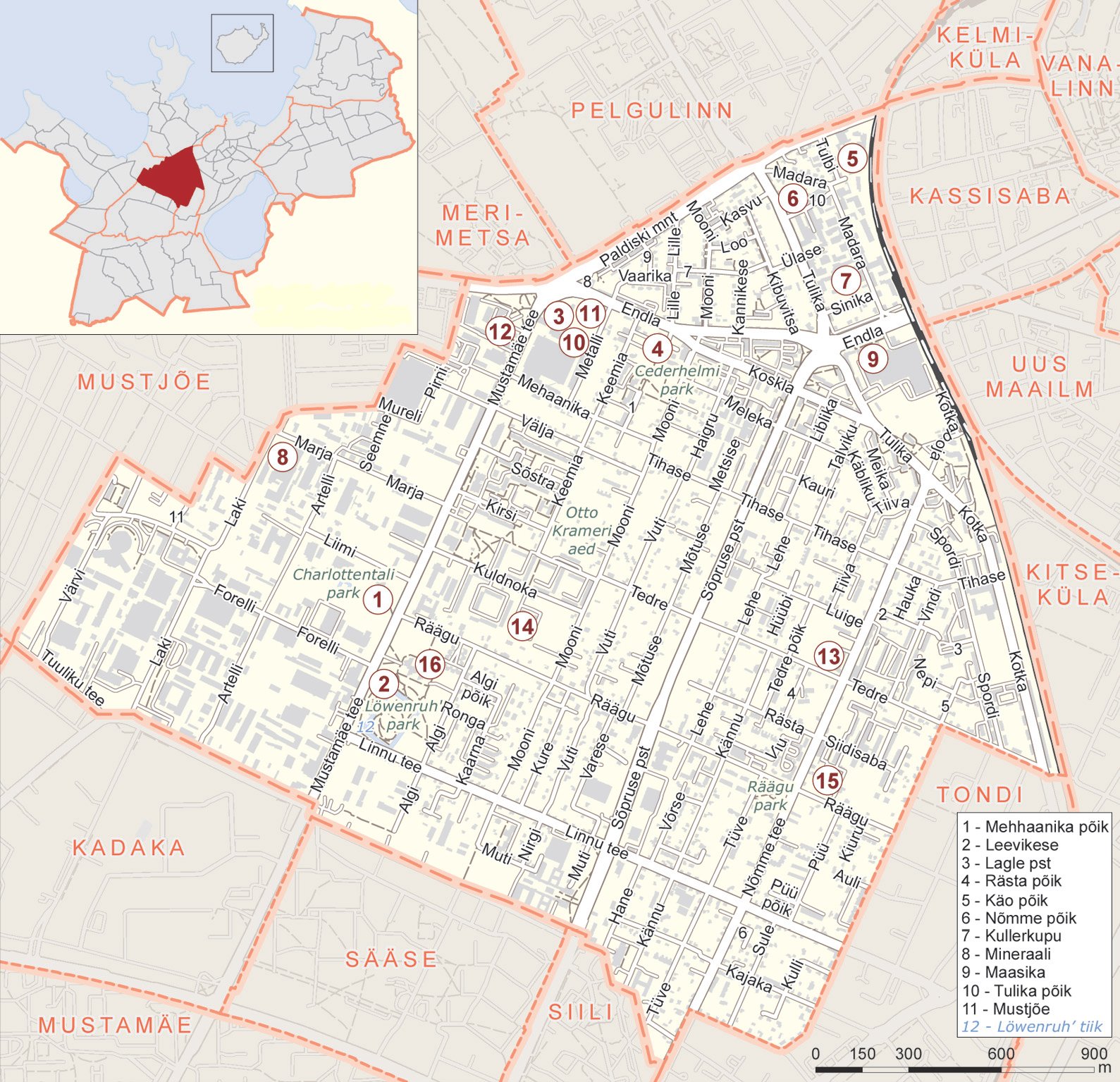
Карта мікрорайону Ліллекюла

Розташований у центральній частині Таллінна. Межує з мікрорайонами Пелгулінн, Кассісаба, Уус-Мааїльм, Кітсекюла, Тонді, Сійлі, Сяезе, Кадака, Мустйие і Меріметса. Площа — 5,46 км2.

## Вулиці
Основні вулиці мікрорайону: Кадака, Котка, Лінну, Мустамяє, Мооні, Нимме, Палдиське шосе, бульвар Сипрузе, Тедре, Тіхазе, Ендла.
Більша частина мікрорайону розташована на місці колишньої луки, в ході забудови якої багатьом вулицям надано «квіткові» та «рослинні» назви (Kibuvitsa — Шипшинова, Mooni — Макова, Tulbi — Тюльпанова, Kirsi — Вишнева, Pirni — Грушева, Vaarika — Малинова, Marja — Ягідна, Mureli — Черешнева), і всю місцевість стали називати «Квітковим селом».

## Громадський транспорт

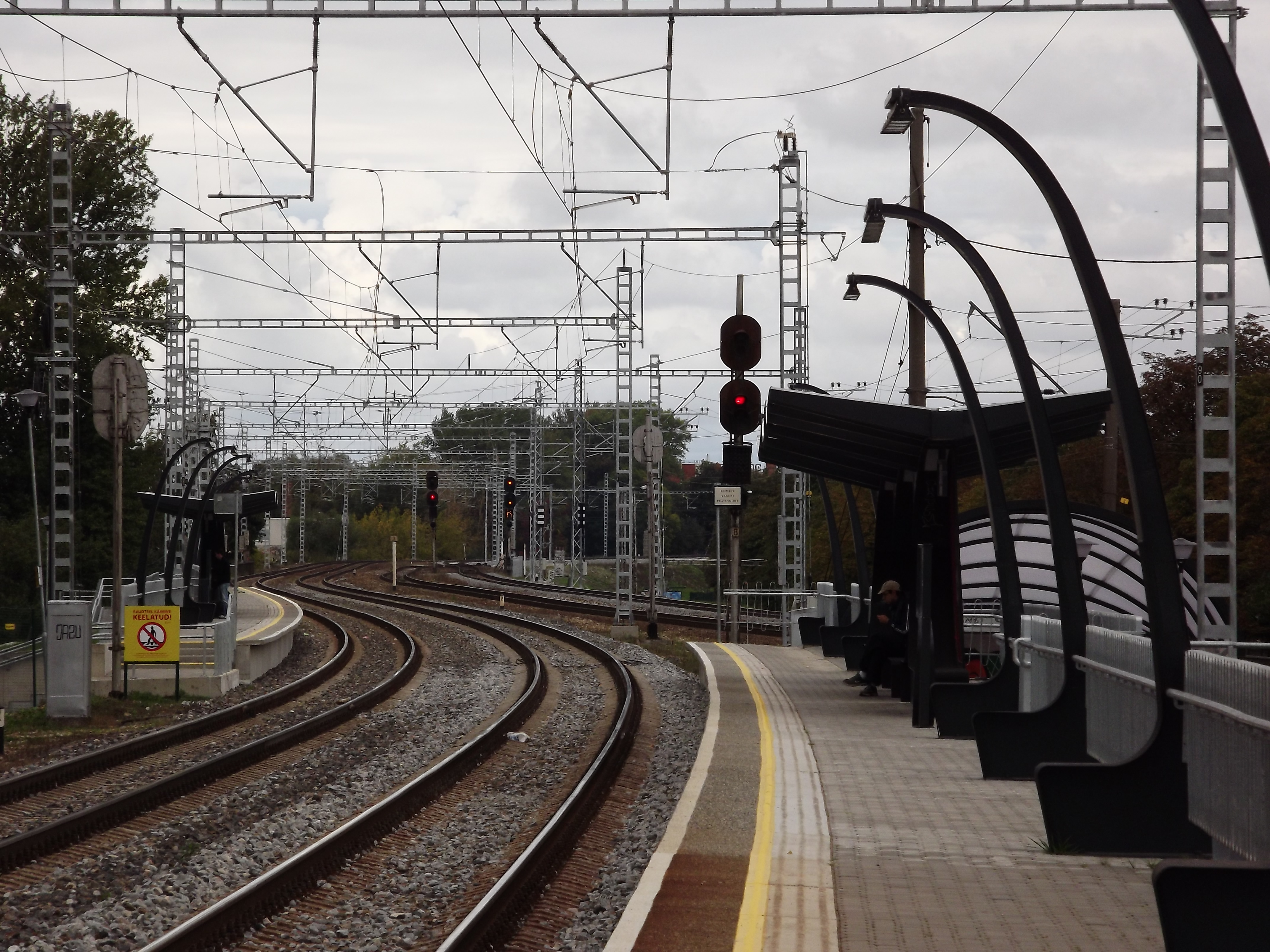
Залізнична станція Ліллекюла

Через Ліллекюлу проходить залізниця Таллінн — Кейла. У мікрорайоні розміщена залізнична станція «Ліллекюла», відкрита 1928 року. До 1998 року діяла будівля залізничного вокзалу. Тут зупиняються поїзди R11 (Таллінн — Пяескюла), R12 (Таллінн — Кейла), R13 (Таллінн — Клооґаранна), R14 (Таллінн — Палдіскі) і R16 (Таллінн — Турба).
Вулицями мікрорайону проходять міські автобусні та тролейбусні маршрути. Тролейбусні маршрути прокладено Палдиським шосе (тролейбуси № 1, 5), вулицями Ендла (№ 3), Мустамяє (№ 1, 5) та бульваром Сипрузе (№ № 3, 4). Автобуси ходять Палдиським шосе (№ 21, 21B, 22, 26, 26A, 33, 42, 43), вулицями Ендла (№ 16, 17, 17A, 23, 24, 32, 47), Мустамяє (№, 26A, 33), Фореллі (№ 9), бульваром Сипрузе (№ 24), вулицями Лінну (№ 28), Нимме (№ 17, 17A) та Котка (№ 17, 17A, 23) .

## Населення
2014 року частка чоловіків у загальній кількості мешканців району становила 43 %, жінок — 57 %. 66 % жителів мікрорайону складали естонці.
| Чисельність населення | Чисельність населення | Чисельність населення | Чисельність населення | Чисельність населення | Чисельність населення | Чисельність населення | Чисельність населення | Чисельність населення | Чисельність населення | Чисельність населення | Чисельність населення | Чисельність населення | Чисельність населення |
| 2008                  | 2010                  | 2011                  | 2012                  | 2013                  | 2014                  | 2015                  | 2016                  | 2017                  | 2018                  | 2019                  | 2020                  | 2021                  | 2022                  |
| --------------------- | --------------------- | --------------------- | --------------------- | --------------------- | --------------------- | --------------------- | --------------------- | --------------------- | --------------------- | --------------------- | --------------------- | --------------------- | --------------------- |
| 23 053                | ▲23 356               | ▲23 512               | ▲23 723               | ▲23 875               | ▲24 522               | ▲24 939               | ▲25 518               | ▲26 051               | ▲26 246               | ▼25 748               | ▲25 940               | ▼25 869               | ▼25 525               |

## Історія

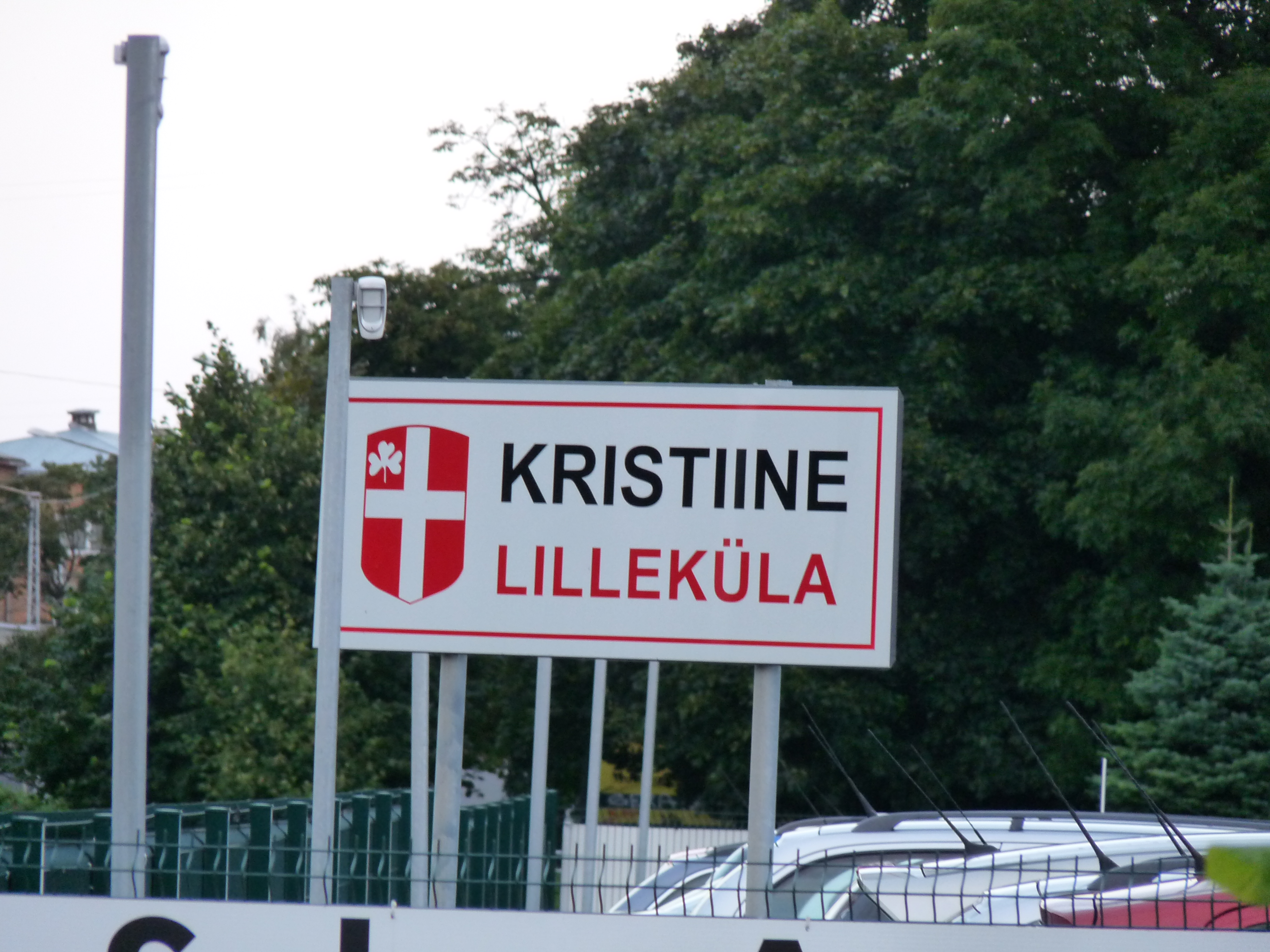
Інформаційний знак про в'їзд до Ліллекюли

Наприкінці XVII століття біля сучасної Ліллекюли почали зводитися літні мизи багатих городян. У ході Північної війни більшість миз було спалено. Після війни тут почали зводити свої літні садиби знатні чиновники. На початку XIX століття біля багатьох садиб почали з'являтися фабрики і мануфактури. Пізніше квартири в більшості садиб почали здавати в оренду.

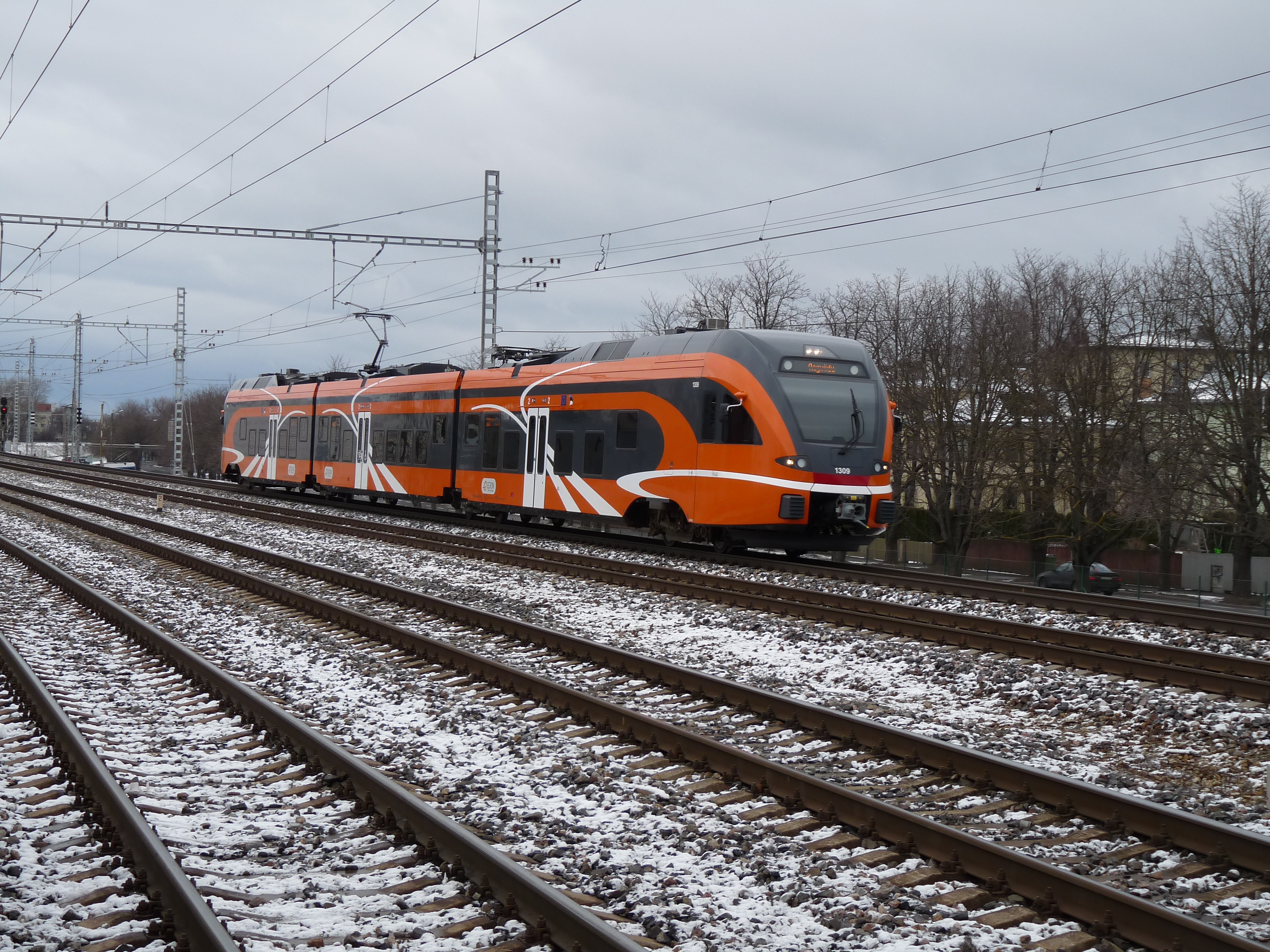
Залізниця Таллінн — Кейла в Ліллекюлі

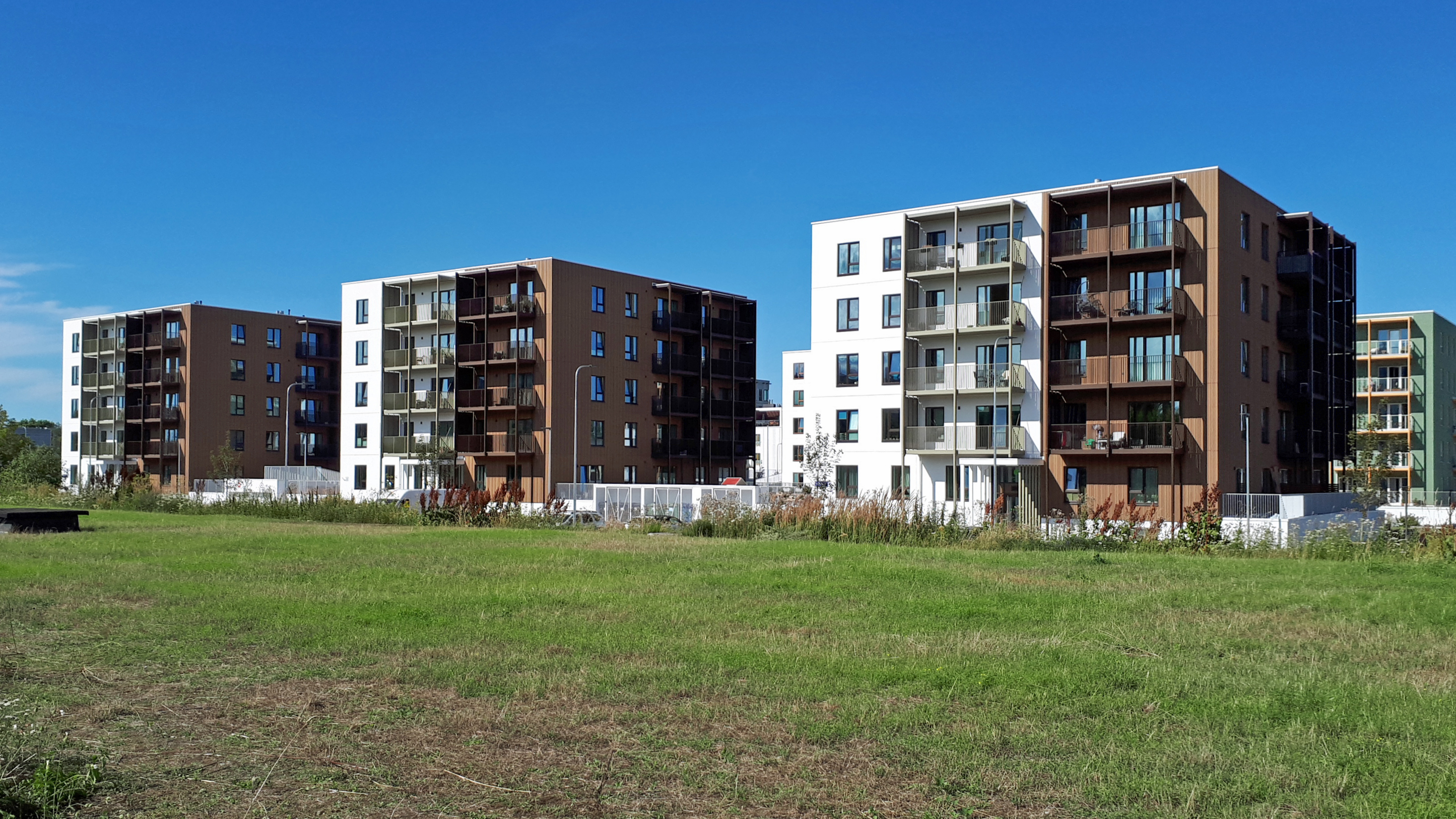
Житлові будинки на вулиці Вихітая, збудовані 2022 року

1870 року почалося будівництво залізниці; 1880 року побудовано хімічний завод Ріхарда Маєра. У той час значна частина території району ще не була забудована і між вулицями Палдиське шосе і Ендла розташовувався луг, що носив ім'я Маєра. В ході подальшої забудови нові вулиці отримали квіткові назви, а саме місце від 1920-х років почали називати «Ліллекюла» («Квіткове село»). Першою вулицею Ліллекюла стала вулиця Каннікезе («Фіалкова»). Від кінця XIX століття на території Ліллекюла збудовано багато промислових підприємств, які донині ліквідовано. 1904 року розпочалася забудова дерев'яними будинками північної частини мікрорайону. У 1920—1930-х роках розширення району сповільнилося через будівництво каналізаційного колектора. На місці колишнього заводу Маєра збудовано нові промислові підприємства.
Під час Другої світової війни район частково зруйновано. Після війни на території між вулицею Ендла і бульваром Сипрузе розташовувався табір для німецьких військовополонених № 286, потім у мікрорайоні почалося активне будівництво житлових будинків.
Від 1944 до 1993 року в мікрорайоні працювало одне з найбільших машинобудівних підприємств Естонської РСР — ВО "Таллекс" (Талінський екскаваторний завод) .

## Забудова, підприємства та установи

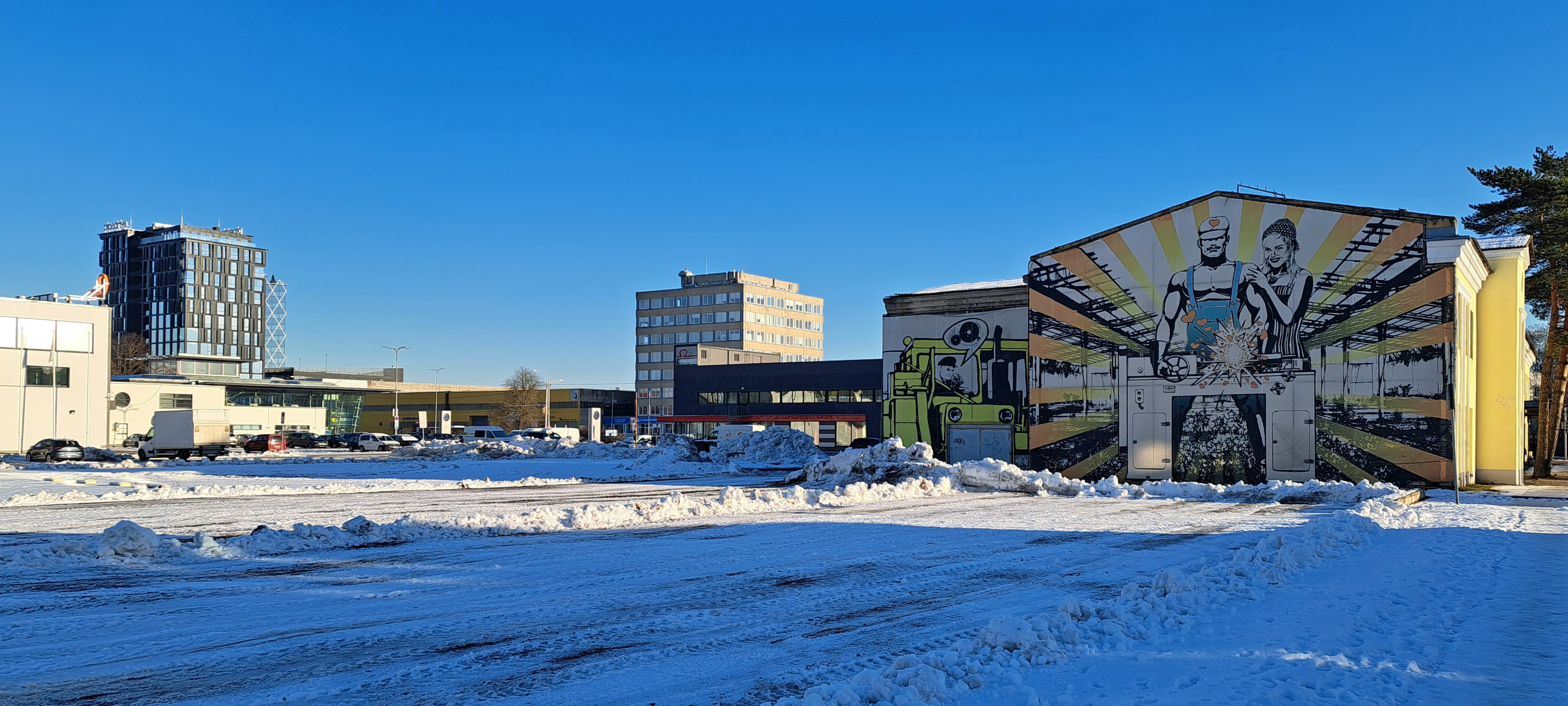
Колишня територія заводу «Таллекс», січень 2023 року

У 1950—1960-х роках на більшій частині території мікрорайону розпочалося будівництво житлових будинків. 1961 року в Ліллекюлі збудовано талінський таксопарк. Найбільшими підприємствами, які містилися тут на той час, були екскаваторний завод, меблевий комбінат «Стандард», виробниче об'єднання побутової хімії «Флора», Дослідний завод оснащення «Піонер» та Клейовий завод. Нині[коли?] з них діє підприємство «Стандард» («Standard», реєстраційна адреса: вулиця Маар'я 9/2), а також наступник ВО «Флора» — акціонерне товариство «Mayeri Industries AS» у повіті Тартумаа. У будівлях колишнього заводу «Таллекс» розташовано кілька торгових фірм та приватний навчальний заклад Euroakadeemia, у будівлі складу колишнього виробничого об'єднання «Стандард» на вулиці Мадара розташовується Державний архів Естонії з читальною залою, відкритою для відвідування, на території колишнього таксопарку побудовано один з найбільших торгових центрів Таллінна — «Крістійне Кескус» (ест. Kristiine Keskus).
У Ліллекюлі знаходиться заснована 1932 року пожежна частина (Lilleküla päästekomando), зона виїздів якої охоплює території від Мурасте до Тоомпеа і від Тонді до Каламая.
Мікрорайон обслуговує поштове відділення (Lilleküla postkontor), розташоване за адресою вулиця Мустамяє, будинок 16. Крім нього, в торговому центрі Rimi на бульварі Сипрузе розтащований посилковий автомат.

### Заклади освіти

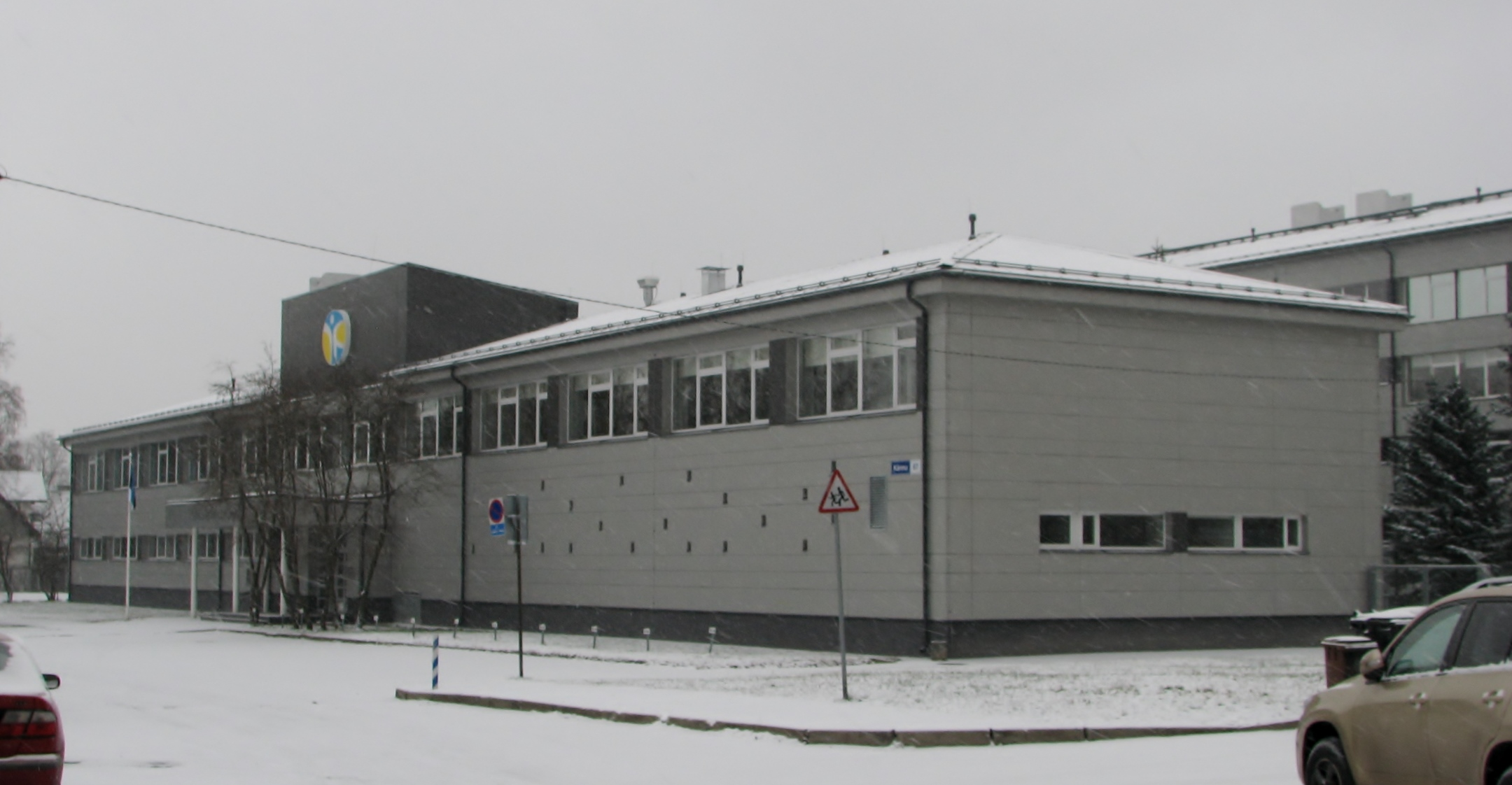
Талліннська вища школа охорони здоров'я

У Ліллекюлі розташовані загальноосвітні школи: Талліннська гімназія Ліллекюла (ест. Tallinna Lilleküla Gümnaasium) та Талліннська гімназія Крістійне (ест. Tallinna Kristiine Gümnaasium).
У мікрорайоні працюють Таллінська вища школа охорони здоров'я (ест. Tallinna Tervishoiu Kõrgkool), що випускає медичних сестер, фармацевтів, оптометристів та зубних техніків, та приватний навчальний заклад Euroakadeemia, який веде навчання за спеціальностями «бізнес-менеджмент», «міжнародні відносини», «перекладач», «охорона навколишнього середовища» та «дизайн».
На вулиці Ряегу розташовано Педагогічний семінар Таллінського університету.

## Парки
- Парк Шарлоттенталь (ест. Charlottentali park)

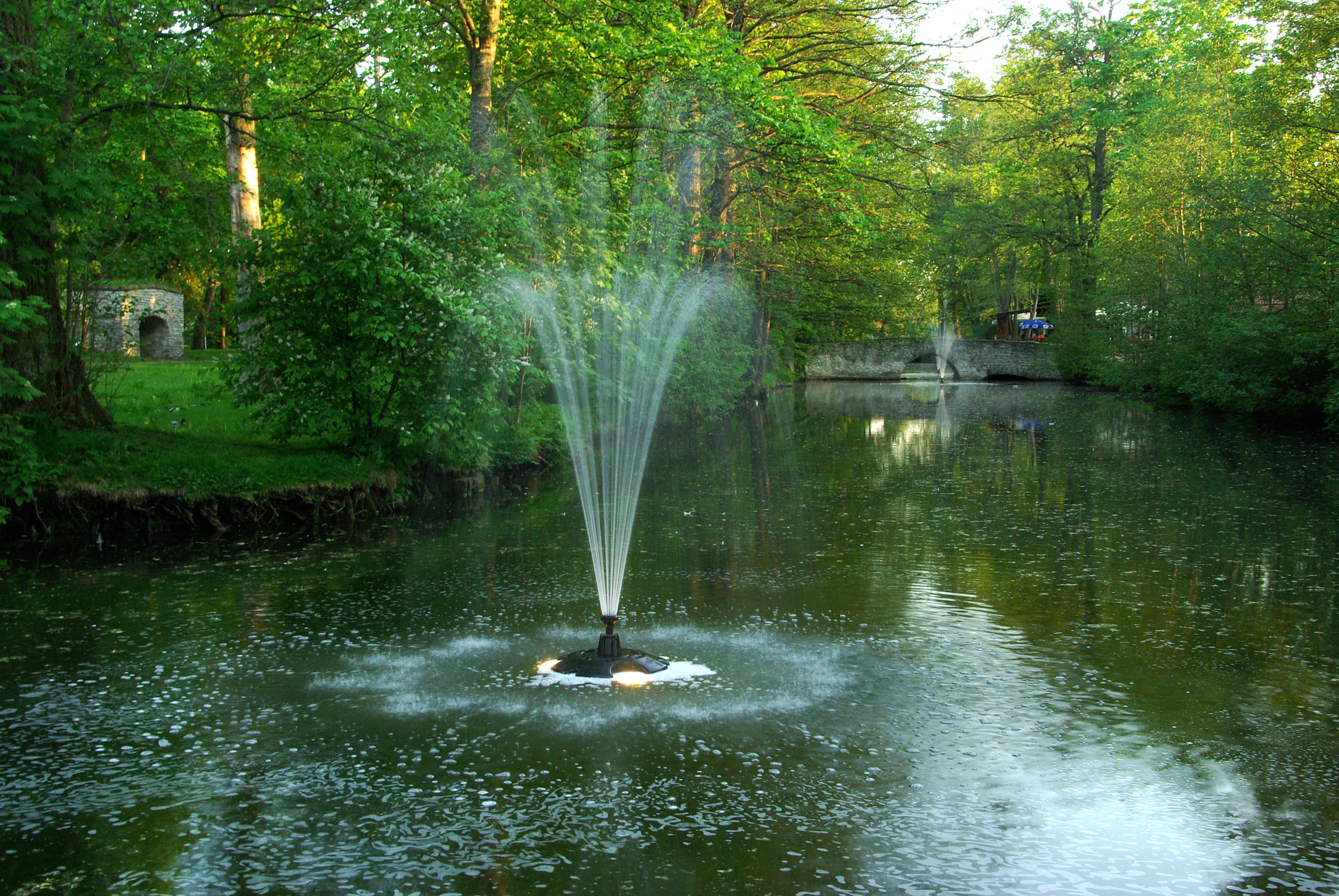
Парк Левенру

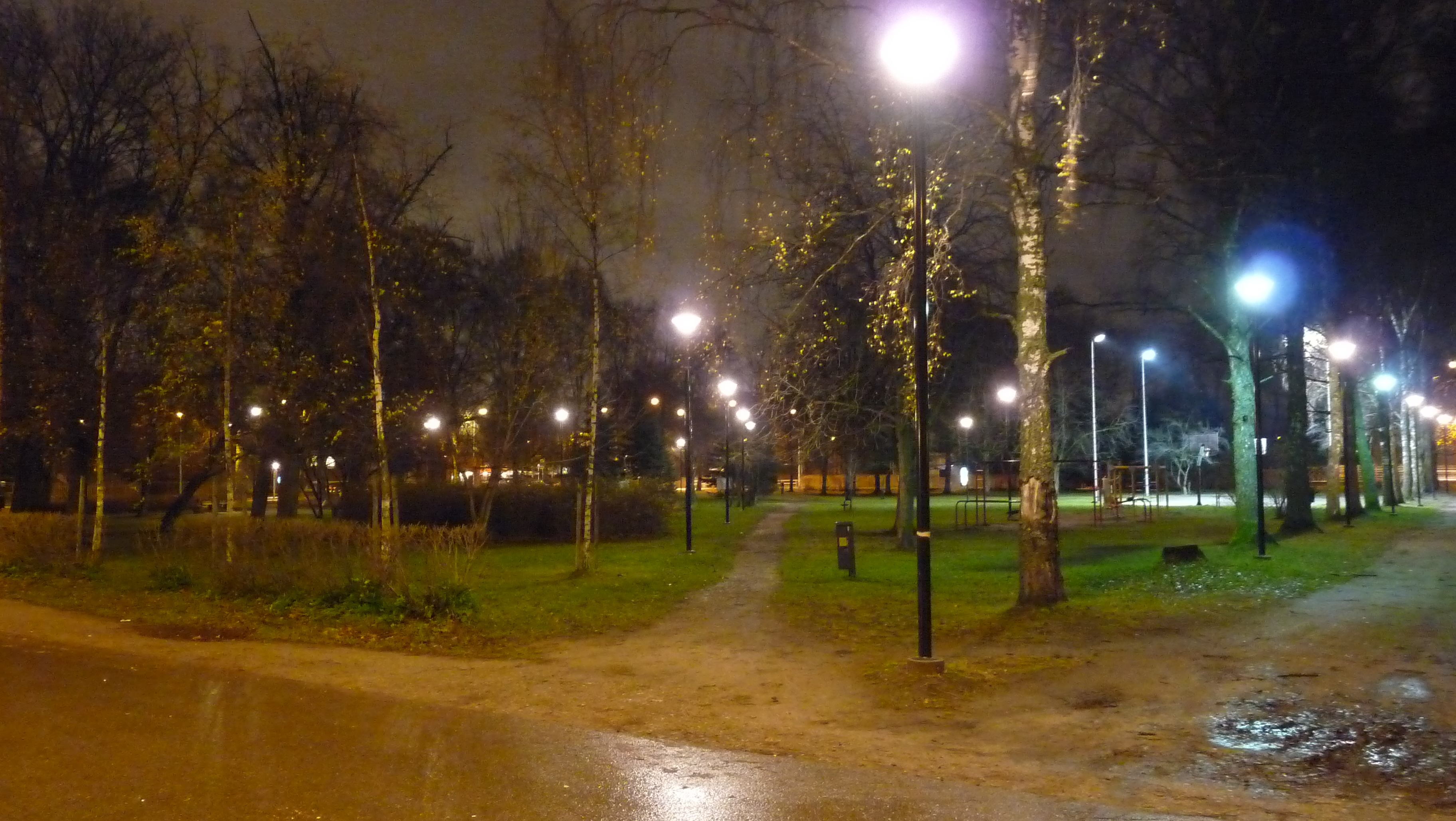
Парк Ряегу

Розташований у західній частині Ліллекюли поряд із перетином вулиць Мустамяє та Ліймі. Парк створено навколо літньої мизи Шарлоттенталь, збудованої на початку XIX століття і названої на честь першого власника. Ім'я Шарлоттенталя також носила розташована тут сірникова мануфактура, відкрита 1838 року.
- Парк Цедергельма (ест. Cederhilmi park)

Лежить на півночі Ліллекюли на вулиці Мооні. Спочатку парк належав до побудованої у XVIII столітті літньої мизи Цедергілмс Хеф'єн. Від часів садиби збереглися дубова алея та сад плодових дерев. Нині в парку побудовано майданчик для гри в баскетбол та дитячі майданчики.
- Сад Отто Крамера (ест. Otto Krameri aed)

Розташований у центрі Ліллекюли на вулиці Кеемія. Парк названо на честь ботаніка Отто Крамера (1883—1972), який 1930 року купив ділянку в Крістійне та заснував на ній своє садівниче господарство, на місці якого нині й перебуває парк.
- Парк Левенру

Знаходиться на півдні Ліллекюли на перетині вулиць Мустамяє та Лінну. У XVII столітті тут збудовано літню садибу Еверта Штаальборна. У XVIII столітті губернатор Естляндії Фрідріх фон Левен (1728—1736) побудував на місці старої садиби мизу Левенру, навколо якої й розбито парк. 1798 року в мизі відкрито розважальний центр. Нині в парку вцілів кам'яний міст і скульптура лева XIX століття, відреставрована скульптором Тауно Кангро. У парку прокладено «стежку знань» із зупинками біля 14-ти пам'яток. 14 вересня 2008 року в парку було відкрито ігровий майданчик для всієї родини в стилі середньовіччя. Від 1993 року парк є природоохоронним об'єктом.
- Парк Ряегу (ест. Räägu park)

Розташований на південному сході Ліллекюли на перехресті вулиць Нимме та Ряегу. Заснований 1980 року. Раніше територію парку місцеві жителі використовували для вирощування овочів. Нині в парку збудовано кілька дитячих майданчиків і майданчик для гри в баскетбол.